# Medical Women’s International Association
Die Medical Women’s International Association (MWIA) (Weltärztinnenbund) ist eine Dachorganisation von Verbänden in etwa 90 Ländern. Ziel der Organisation ist die Verbesserung der Situation von Frauen im Arztberuf. Die Medical Women’s International Association arbeitet mit der Weltgesundheitsorganisation (WHO) zusammen, hat einen Kategorie-II-Status beim UN-Wirtschafts- und Sozialrat und ist am Impfprogramm der UNICEF beteiligt. Präsidentin des Verbandes ist Eleanor Nwadinobi, die 2019 Bettina Pfleiderer nach dreijähriger Amtszeit in dieser Funktion ablöste.

## Geschichte
Die Medical Women’s International Association wurde am 25. Oktober 1919 gegründet. Zuvor gab es ein Treffen der American Medical Women’s Association, auf welchem Ärztinnen aus 16 Ländern anwesend waren und die Gründung einer internationalen Organisation beschlossen hatten. Zur ersten Präsidentin wurde Esther P. Lovejoy gewählt. Der erste internationale Kongress der Organisation wurde 1922 abgehalten.
Mitte der 1950er Jahre begann die Zusammenarbeit mit den Vereinten Nationen.